# Positioning
Positioning je klíčovým prvkem marketingové strategie a marketingové komunikace. Má za cíl, aby značka zaujala odlišný postoj v mysli zákazníka, vzhledem ke konkurenčním značkám. Firmy používají tuto strategii buď s důrazem na charakteristické rysy jejich značky, nebo se mohou pokusit o vytvoření vhodné image prostřednictvím reklamy.

## Brand positioning
Brand positioning lze přeložit jako stanovení pozice značky. Jedná se o klíčovou podnikovou strategii, jejímž cílem je zajistit žádoucí image značky a její diferenciaci od konkurence. Toho se dosahuje tím, že se vyzdvihují a zdůrazňují jedinečné vlastnosti a aspekty značky, která tvoří tzv. hodnotovou propozici značky.
Jde o systematické vytváření vjemů, názorů a postojů v myslích zákazníků, spojených se značkou podniku. Lze tedy mluvit o umisťování informací do mysli zákazníka a o vyvolání pocitů a psychických procesů spojených s kvalitou značky, image, poměru ceny a kvality atp. Jedná se o způsob, jakým se lze vymezit vůči konkurenci.
Kotler definuje 5 hodnotových propozic stanovených na porovnání ceny a užitku:
1. Větší užitek za větší cenu – využíváno luxusními a prestižními firmami, které poskytují nadstandardní užitek a špičkovou kvalitu, což jde ruku v ruce s vysokými cenami, př. hotel Ritz-Carlton, automobily Ferrari, mobilní telefony Vertu nebo oděvy Prada
2. Větší užitek za stejnou cenu – praktikován firmami, které útočí na firmy se strategií většího užitku a větší ceny; uvádí na trh také produkty vysoké kvality, ovšem za běžné ceny, které jsou nižší než u prestižní konkurence, př. automobily Lexus, telefony Huawei
3. Stejný užitek za nižší cenu – strategie volená internetovými nebo diskontními prodejci, kteří mohou snížit své provozní náklady; nabízí produkty s identickým užitkem jako konkurent, ovšem za nižší cenu, př. Amazon
4. Menší užitek za mnohem nižší cenu – je volen převážně tzv. low-costovými společnostmi, které nabízí zákazníkovi omezený výběr bez dodatečného užitku, ovšem za velmi příznivou cenu, např. letecké společnosti, které nenabízí jídlo na palubě – Ryanair, diskontový obchodní řetězec Lidl
5. Větší užitek za nižší cenu – strategie, která není dlouhodobě udržitelná a slouží spíše k ochromení konkurence; nabízí lepší produkty než konkurence a přitom za nižší cenu[1]

## Product positioning
Product positioning je metoda, za pomoci které docílíme proniknutí produktu do povědomí cílových zákazníků. Společnosti se proto snaží své produkty v myslích potenciálních zákazníků odlišit, aby v co největší míře vynikal v konkurenčním prostředí. Pokud by tak podnik nečinil, značně by snižoval pravděpodobnost úspěchu produktu na trhu. Při tvorbě marketingových plánů by tedy měl zastávat klíčovou pozici.
Product positioning můžeme definovat jako způsob vnímání určitého výrobku nebo služby spotřebitelem ve srovnání s produkty konkurence. Co se Vám vybaví, když zmíníme například značku Ferrari? Pravděpodobně to bude rychlé sportovní auto, červené barvy, které je určitou známkou luxusu a úspěchu.
Positioning obecně řadíme mezi jeden ze strategických nástrojů marketingu. Vedle segmentace trhu, která nám pomáhá rozklíčovat, jací jsou naši cíloví zákazníci (studenti, senioři, pracující ženy, dospívajíc, ad.), product positioning spočívá ve vytvoření způsoby, jak na vybraný segment zapůsobit a získat jeho zájem o produkt. Pokud se zaměříme na nástroje positioningu, ty už lze považovat na nástroje taktické. Proto v rámci positioningu musíme řešit marketingový mix pro určité segmenty nebo pak konkrétní produkty, tj. marketingový mix product positioningu. Pravděpodobně nejvýraznějším prvkem marketingového mixu bude propagace, neboli mix komunikační. Veškeré formy a aktivity marketingové komunikace, jako jsou reklama, direct marketing, product placement, merchandising, sponzoring aj., mají obrovský vliv na vnímání podniku nebo jeho produktů zákazníkem, a to jak pozitivně, tak mnohdy i negativně. Nicméně i ostatní prvky marketingového mixu jsou neméně důležité. Proto by každá společnost měla věnovat velkou pozornost propracování kvalitního a vyváženého marketingového mixu, neboť je základním pilířem positioningu.

## Repositioning
Repositioning je ve zjednodušeném pojetí změna identity značky či produktu, vzhledem k ostatním konkurenčním značkám či produktům v kolektivním vnímání cílového trhu. Tento marketingový proces je často i samotnými marketingovými specialisty zaměňován s obecnějším pojmem, a to rebrandingem, což je opět marketingový proces, ovšem zaměřuje se pouze na vytvoření nové identity značky, či produktu, za pomocí odlišností v logu, názvu apod.
Repositioning vyžaduje následující prvky:
- Identifikaci správných trhů a jim odpovídajícího positioningu
- Určení posunů ve vnímání nutných k tomu, aby společnost zaujala pozici, kde může optimálním způsobem realizovat zisk
- Získávání správných zaměstnanců
- Definování produktových nabídek
- Identifikaci, představení a integraci nových postupů, které budou odrážet diferenciaci ve vztahu k zákazníkům, zaměstnancům a ostatním účastníkům trhu
- Sladění marketingových nástrojů tak, aby podporovaly vyžadovanou pozici na trhu.[5]

## Positioning v praxi
První věcí, kterou nutně potřebuje každá značka, aby se na trhu odlišila od konkurence a vybudovala si pevnou pozici, je originální název, logo a hlavní benefit. Ten je zpravidla vyjádřen „claimem“ – firemním sloganem. Jako příklad lze uvést Lidl, který „je levný“. Zde je celkem jasně vidět, kam řetězec pozici své značky umístil, kterou cílovou skupinu hodlá oslovovat a čím se chce odlišit od konkurence. Podobným příkladem je i Globus se svým sloganem „tady je svět ještě v pořádku“, kde se snaží poukazovat na velmi kvalitní potraviny bez náhražek.
Jednoduchým příkladem může být, že pokud se město chce definovat jako klidné lázeňské místo pro celou rodinu, těžko by mělo spolufinancovat například týdenní techno festival. Ten sice sám o sobě může být přínosným projektem, ale nezapadá do celkového konceptu města, rozbourává budovanou značku a ze ziskovéhé projektu tak nakonec může pro město znamenat dlouhodobé ztráty.
Naopak město, které má heslo o tom, že je městem zábavy, by o uspořádání podobného festivalu mělo usilovně bojovat, aby pořádání nezískal nikdo v nejbližším okolí.

### Spojené arabské emiráty
Správným příkladem positioningu mohou být Spojené arabské emiráty. SAE jsou tvořeny sedmi autonomními emiráty. Největším z nich je Abú Zabí, který jako jediný vlastní ropná ložiska. Aby byl každý z emirátů jasně vymezený a nekonkurovali si navzájem, vytvořil si každý emirát své vlastní zaměření a značku, která jej od ostatních odlišuje a vytváří jim svou jedinečnost.
Emirát Dubaj je typický zejména turistickým ruchem, který je dnes jedním z nejdůležitějších příjmů tohoto emirátu. Další emirát Šardžá je naopak místem, kde turisté a obyvatelé emirátů bydlí. Je tomu tak proto, že v Dubaji si mohou dovolit platit nájem jen ti nejbohatší.

### Crocs
Boty značky Crocs se staly gumovým fenoménem. V prvopočátku šlo o obuv určenou pro jachting a jako taková musela splňovat tři základní podmínky: neměla klouzat, tvořit šmouhy na lodi a být odolná proti účinkům slané vody. Lehkost (cca 200 g) navozuje pocit, že člověk chodí téměř bosý.Tato velice oblíbená alternativa obuvi se dostala do povědomí spotřebitelů velice rychle. Je jasným příkladem perfektního zacílení. Díky nespočetnému napodobování a kopírování těchto bot se právě značka Crocs stala jakýmsi vyjádřením prestiže. Originální Crocsy jsou i 8krát dražší než laciné napodobeniny. Ovšem rozdíly jsou opravdu velmi znatelné. S Crocsy se setkáváme dennodenně, jak doma místo klasických domácích přezůvek, tak ve školách a venku na procházkách. Staly se součástí našich životů.

### Skotsko
Jednoduchým příkladem může být Skotsko a skotská sukně. Ve Skotsku už nikdo v tradičních sukních nechodí, ale lidé si to s tím stále spojují. A právě na tom byla postavena hlavní propagace.